# Кулминация (драматургия)
Вижте пояснителната страница за други значения на Кулминация.
Кулминация или кулминационна точка (от лат. culminatio - възвишаване) е връхната точка на напрежението в едно сюжетно литературно произведение, най-острият момент в конфликта, в който антагонистичните персонажи влизат в колизия и една от страните, нанасяйки решителен удар, предопределя развръзката в произведението.
Кулминацията следва да бъде логическа последица от развитието на характерите на героите и всеки един предшестващ я момент от действието да насочва към нея и да я обуславя.
В различните жанрови форми се наблюдават различни особености на кулминацията. В драматическите произведения и кратките епически форми (например разкази) действието обикновено е съсредоточено около един конфликт, от който произтича една кулминация. В по-мащабните епически произведения (романи, повести), в които са разгърнати повече на брой сюжетни линии, може да има няколко кулминации, но една от тях винаги е водеща и изпъква пред останалите.